# 634 Ute
634 Ute este un asteroid din centura principală, descoperit pe 12 mai 1907, de August Kopff.